# Dominique Baratelli
Dominique Baratelli é um ex-futebolista francês. Ele competiu na Copa do Mundo FIFA de 1978, sediada na Argentina, na qual a seleção de seu país terminou na 12º colocação dentre os 16 participantes.
Toda sua carreira atuou em times na França com destaque para o OGC Nice e o PSG onde teve mais de 200 partidas disputadas e sete anos de serviço.